# Djair Kaye de Brito
Djair Kaye de Brito, conhecido apenas como Djair (Rio de Janeiro, 21 de setembro de 1971), é um ex-futebolista brasileiro que atuava como volante.

## Carreira
Djair foi um volante de técnica refinada, dono de um passe preciso, além de ser capaz de realizar lançamentos de longa distância com muita precisão. Deste modo, Djair sempre atuou como o principal homem de ligação entre o meio-de-campo e o ataque por todas as equipes que passou.
Seu início de carreira aconteceu em 1989, quando foi revelado pelo Botafogo. Na época, o time alvi-negro conquistou o bicampeonato carioca de 1989 e 1990, deixando para trás um jejum de 21 anos sem títulos. Foi também durante seu começo no Botafogo, que Djair passou a ser sistematicamente convocado para defender a Seleção Brasileira Sub-23.
Depois de dois anos no Botafogo, Djair foi negociado com o St. Gallen, da Suíça, de onde transferiu-se para a Lazio.
Voltou ao Brasil em 1993. Primeiro pelo América-RJ, depois atuando pelo Internacional. Porém, no ano seguinte, Djair retornava ao Rio, quando acertou com o Fluminense. Integrando uma equipe que contava ainda com Renato Gaúcho e Ailton, Djair fez parte da histórica final do Campeonato Carioca de 1995, quando o Fluminense derrotou o arquirrival Flamengo por três a dois, com o famoso gol de barriga de Renato.
Após a conquista do título estadual, uma leva de jogadores tricolores trocaram às Laranjeiras pela Gávea e, por ter sido um dos destaques daquela equipe, naturalmente, Djair foi um desses jogadores. No, Flamengo, Djair repetiu a dose e conquistou o Campeonato Carioca de 1996.
No segundo semestre de 96, saiu do Flamengo e foi jogar no São Paulo, contudo, um ano mais tarde, estava de volta ao Rio, defendendo o Botafogo. Nesta sua segunda passagem pelo Botafogo, Djair conquistou o Campeonato Carioca de 1997 e, com mais esta conquista, Djair passou a somar a impressionante marca de cinco títulos cariocas (1989, 1990, 1995, 1996 e 1997).
Do Botafogo, seguiu para o Cruzeiro, aonde veio a conquistar o Campeonato Mineiro de 1998, além da Recopa Sul-Americana. Nesta época, Djair também foi chamado para Seleção Brasileira, jogando em duas partidas realizadas no Brasil, ambas contra a Holanda.
Djair jogou ainda no Corinthians, Atlético-MG e no Al-Kharitiyath, do Qatar. Então, quando parecia mais provável que encerrasse sua carreira, o jogador de 35 anos de idade assinou contrato com o Madureira e, surpreendentemente, ajudou o modesto clube carioca a vencer a Taça Rio de 2006, colocando o Madureira em uma decisão de Campeonato Carioca após 70 anos desde sua última final. Contudo, o tricolor suburbano ficou apenas com o vice-campeonato ao ser derrotado pelo Botafogo. Se aposentou jogando pelo Madureira.

## Títulos
Botafogo
- Torneio da Amizade de Vera Cruz: 1990
- Campeonato Carioca: 1989,1990,1997
- Taça Guanabara: 1997
- Taça Rio: 1989, 1997
- Torneio Rio-São Paulo: 1998

Fluminense
- Campeonato Carioca: 1995

Flamengo
- Campeonato Carioca: 1996
- Taça Guanabara: 1996
- Taça Rio: 1996

São Paulo
- Copa Master da Conmebol: 1996

Cruzeiro
- Campeonato Mineiro: 1998
- Recopa Sul-Americana: 1998
- Copa Centro-Oeste: 1999
- Copa dos Campeões Mineiros: 1999

Madureira
- Taça Rio: 2006

## Vida pessoal
Djair foi casado com a ex-paquita Cátia Paganote durante 13 anos.